# Sibbaldia parviflora
Sibbaldia parviflora är en rosväxtart som beskrevs av Carl Ludwig von Willdenow. Sibbaldia parviflora ingår i släktet dvärgfingerörter, och familjen rosväxter.

## Underarter
Arten delas in i följande underarter:
- S. p. micrantha
- S. p. parviflora